# Souleymane Cissé (Fußballspieler, 2002)
Souleymane Cissé (* 8. August 2002) ist ein französisch-senegalesischer Fußballspieler, der aktuell beim FCO Dijon in der National (D3) spielt.

## Karriere
Cissé begann 2015 beim RC Lens in der Jugendakademie Fußball zu spielen. Dort kam er in der Saison 2020/21 zu fünf Einsätzen und zwei Toren für die zweite Mannschaft. In der folgenden Spielzeit 2021/22 spielte er bereits 18 Mal in der vierten französischen Liga für das zweite Team, wobei er erneut einmal traf.
Im Sommer 2022 wechselte er zu Clermont Foot, einem Ligarivalen der ersten Mannschaft. In der Ligue 1 debütierte er am fünften Spieltag der Saison 2022/23, als er spät bei einer 0:1-Niederlage gegen Olympique Marseille eingewechselt wurde. Insgesamt kam er in der Saison 2022/23 auf zwei Einsätze in der ersten Mannschaft und fünf in der zweiten.
Mitte Juli 2023 wechselte er zum FCO Dijon in der National (D3), der dritthöchsten französischen Liga, bei dem er einen Vertrag für die Saison 2023/24 mit der Option der Verlängerung für eine weitere Saison unterschrieb.